# Midi-Pyrénées
Midi-Pyrénées từng là một vùng của nước Pháp, bao gồm tám tỉnh: Ariège, Aveyron, Haute-Garonne, Hautes-Pyrénées, Gers, Lot, Tarn và Tarn-et-Garonne. Thủ phủ của vùng này là thành phố Toulouse. Từ ngày 1 tháng 1 năm 2016, lãnh thổ này là bộ phận của vùng mới Occitanie.